# Benjamin Constant (escritor)
Henri-Benjamin Constant de Rebecque, mais conhecido como Benjamin Constant (Lausana, 25 de outubro de 1767 – Paris, 8 de dezembro de 1830), foi um pensador, escritor e político francês de origem suíça.

## Vida e obra
Benjamin Constant nasceu em Lausana, Suíça, de família huguenote. Foi educado por tutores privados e, posteriormente, na Universidade de Erlangen, Baviera, e na Universidade de Edimburgo, Escócia. No curso de sua vida, passou muitos anos na França, Suíça, Alemanha e na Grã-Bretanha.
Foi íntimo de Madame de Staël, e a colaboração intelectual de ambos fez deles um dos mais importantes pares intelectuais de seu tempo. Constant foi ativo na política francesa, como um publicista e político, a partir de 1795, durante a segunda metade da Revolução Francesa e, depois, na Restauração, entre 1815 e 1830. Durante o período revolucionários, ele teve assento na Assembleia Nacional. Era um dos mais eloquentes oradores e líder da oposição conhecida como os Independentes ("Liberais").
Escreveu "Sobre a Liberdade dos Antigos Comparada com a dos Modernos" em 1819, em que contrapunha a liberdade dos indivíduos em relação ao Estado ("liberdade de") à liberdade dos indivíduos no Estado ("liberdade em"). Um autor liberal, mais na tradição anglo-saxã do que na francófona, ele olhava mais para a Inglaterra do que para a Roma antiga, visando um modelo prático de liberdade em uma sociedade comercial de proporções imensas. Criou uma distinção entre a "Liberdade dos Antigos" e a "Liberdade dos Modernos". 
A Liberdade dos Antigos era participativa, uma liberdade republicana, a qual dava aos cidadãos o direito de influenciar diretamente as políticas mediante debates e o voto em assembleias públicas. Para suportar tal nível de participação, a cidadania era uma obrigação moral pesada que requeria um considerável investimento de tempo  e energia. Geralmente, isso requeria uma sub-sociedade de escravos que realizasse o trabalho produtivo, deixando os cidadãos livres para deliberarem em questões públicas. A Liberdade dos Antigos também era limitada a sociedades relativamente pequenas e homogêneas, nas quais o povo podia se reunir convenientemente em um local para tratar de questões públicas. 
A Liberdade dos Modernos, em contraste, era baseada na possessão de liberdades civis, na regência da Lei  e na proteção contra os excessos ou abusos do poder do Estado. A participação direta era limitada: uma consequência necessária do tamanho dos estados modernos, e também o resultado inevitável de se ter criado uma sociedade comercial, na qual não há escravos mas quase todos têm de ganhar algo em troca de trabalho. Então diferente da primeira, os votantes elegeriam representantes, que deliberariam no Parlamento baseados na vontade popular e salvariam o povo da necessidade de envolvimento político diário.
Cada vez mais, Constant acreditava que no mundo moderno o comércio era superior à guerra. Ele atacou o apetite marcial de Napoleão nos campos de batalha, alegando isto não ser liberal e por isso não cabia mais para uma organização social comercial moderna seguir desta maneira. A Liberdade dos Antigos tendia a ser guerreadora, porém um estado organizado pelos princípios da Liberdade dos Modernos estaria em paz com todas as nações pacíficas.
A distinção entre a Liberdade dos Antigos e a Liberdade dos Modernos é significante em inúmeras maneiras. Primeiramente, a França tentou replicar a Liberdade dos Antigos durante a Revolução, baseando suas instituições (tanto o Consulado quanto o Tribuno da plebe) no modelo da República Romana. Isso trouxe regressão à França, resultando na ditadura pessoal de Napoleão. Constant acreditava que se a liberdade estava fadada a ser findada nos finais da Revolução, então a Liberdade dos Antigos deveria ser abandonada em favor da prática e alcançável Liberdade dos Modernos.  A Inglaterra, desde a Revolução Gloriosa, demonstrou a praticabilidade da Liberdade Moderna e a Inglaterra é uma Monarquia Constitucional. Constant concluiu com seus estudos que a Monarquia Constitucional era melhor adaptada que o republicanismo para manter a Liberdade dos Modernos. Ele foi instrumental em decretar o "Acte Additional" de 1815, o qual transformou o restaurado império de Napoleão em uma moderna Monarquia Constitucional. Isso durou somente "cem dias" antes de napoleão ser derrotado, mas o trabalho de Constant providenciou meios de se reconciliar a Monarquia com a Liberdade. A Constituição Francesa de 1830 (Charte Française de 1830) podia ser vista como a implementação prática de muitas ideias de Constant: uma monarquia hereditária existindo conjuntamente com uma Câmara dos Deputados eleita e um Senado Vitalício, com o poder executivo nas mãos de ministros responsáveis. Desta forma, mesmo sendo eventualmente ignorado na França por causa de suas simpatias Anglo-Saxãs, Constant fez uma profunda (apesar de indireta) contribuição às tradições constitucionais francesas.

## Carreira
Constant desenvolveu uma nova teoria de Monarquia Constitucional, na qual o poder real deveria ser um poder neutro, protegendo, balanceando e restringindo os excessos dos outros, poderes ativos (o executivo), a legislatura, e o judiciário. Isso foi um avanço na teoria predominante no mundo inglês, a qual - seguindo a sabedoria convencional de William Blackstone, o jurista inglês do século XVIII - dizia ser o Rei o chefe da bancada do executivo. No esquema de Constant, o poder executivo seria acreditado um Conselho de Ministros (ou Gabinete) o qual, apesar de apontado pelo Monarca, seria o supremo responsável pelo parlamento. Fazendo essa clara distinção teórica entre os poderes do Monarca (como o chefe de estado) e os ministros (como o Executivo) Constant estava respondendo à realidade política que era aparente na Grã-Bretanha por mais de um século: que os ministros, e não o Rei, são responsáveis - e também que o Rei "reina mas não governa". Isso foi importante para o desenvolvimento do governo parlamentarista francês e nos outros lugares. Deveria ser notado, porém, que o Monarca não existe para ser uma figura sem poderes no esquema de Constant: ele deveria ter muitos poderes, incluindo o poder de fazer apontamentos judiciais, o poder de dissolver a Câmara dos Deputados e invocar novas eleições, o poder de apontar os senadores vitalícios, e o poder de demitir os ministros - porém ele não poderia governar, fazer política, ou administrar diretamente, já que esses são os poderes dos ministros responsáveis.
Eventualmente, essa teoria foi literalmente aplicada em Portugal (1826) e no Brasil (1824), onde foi dado ao Rei/Imperador, explicitamente, o "Poder Moderador" em vez do Poder Executivo. No Brasil porém o Imperador manteve o controle do Poder Executivo até 1847, quando da criação do presidente do conselho de ministros que passou a ser o chefe do Poder Executivo no lugar do Imperador (que agora detinha apenas o Poder Moderador). Em outros locais (por exemplo, o estatuto de 1848 do Reino da Sardenha, no qual posteriormente se tornou a base da constituição italiana de 1861 - Costituzione Italiana de 1861) o poder executivo foi notoriamente investido no Monarca, porém exercido somente pelos ministros responsáveis.
Outras preocupações de Constant incluíram um "novo tipo de federalismo" - um sério atentado para descentralizar o governo francês pela devolução dos poderes a conselhos municipais eleitos. Essa proposta frutificou em 1831, quando conselhos municipais eleitos (mesmo com uma pequena parcela de votantes) foram criados.
A importância dos escritos de Constant sobre a Liberdade dos Antigos dominou um entendimento no seu trabalho. Constant não foi, porém, nenhum proponente do libertarismo radical. Seu vasto acervo escrito literário e cultural (mais importante a novela Adolphe e suas extensivas histórias de religião) enfatizou a importância do suicídio e acalorou as emoções humanas como a base para a vida social. Desta forma, enquanto ele suplicava por liberdade individual como força vital para o desenvolvimento da moral individual e apropriado para a modernidade, ele sentiu que o egoísmo e o interesse próprio eram insuficientes como parte da verdadeira definição de liberdade individual. Autenticagem emocional e parcerismo eram essenciais. Nisso, seu pensamento moral e religioso foi fortemente influenciado pelos escritos de moralidade de Jean-Jacques Rousseau e pensadores alemães, como Immanuel Kant, de quem ele leu para preparar sua história religiosa.
No século XX, outro defensor do liberalismo político, Isaiah Berlin, adaptou a terminologia constantiana para "liberdade negativa" ("liberdade de" ou "liberdade para") e "liberdade positiva" ("liberdade em").
Escreveu também entre 1822 e 1824 "Commentaire sur l'ouvrage de Filangieri", comentário à obra do filósofo italiano Gaetano Filangieri.

## Dos efeitos do terror
Dos Efeitos do Terror é um texto de 1797, publicação do jovem Constant, com apenas 29 anos. O texto é um prefácio à segunda edição do livro "Des réactions politiques". O objetivo do autor é refutar a obra “Des causes de la révolution et de ses résultats” de Lezay-Marnésia, uma das primeiras obras a  fazer um balanço da Revolução Francesa, publicada no mesmo ano. Apesar de criticar a obra, Constant não cita o nome de Lezay-Marnésia em nenhum momento da obra.
O texto é um dos responsáveis por consagrar a ideia de que o Terror, com letra maiúscula, tenha sido uma fase ou um período. Desde então, o “Terror” passa a se referir a coisas díspares como ação do governo, recrutamento para a guerra e dirigismo econômico. Essa concepção foi seguida por autores como Hegel, que passou a interpretar Schreckensherrschaft  (o “reino do terror”) como uma fase da história; e Karl Marx, que também se referiu ao terror como “período”, uma “maneira plebeia de realizar a Revolução Burguesa”, cuja violência foi crucial para destruição da ordem aristocrática.
Para Marnésia, o terror revolucionário foi necessário para que se chegasse aos resultados da revolução: “consolidada pelo terror, a república hoje é uma excelente instituição: é preciso adotá-la. Da mesma maneira, Roma foi fundada por bandidos e essa Roma tornou-se a dona do mundo (Des causes de la révolution et de ses résultats )”. Para Constant, a monarquia de Roma foi fundada por bandidos, a república não. Pelo contrário, a república havia sido fundada por homens honrados e valorosos. Para o autor franco-suíço, criticar as origens republicanas, sejam romanas ou francesas, poderia fortalecer o retorno da monarquia. Para ele, os verdadeiros fundadores da república francesa eram os girondinos Vergniaud e Condorcet, eles precisavam ser honrados e condecorados por tal feito. 

Constant adota uma perspectiva crítica aos excessos da Revolução Francesa, especialmente no período do terror, ele é crítico a ideia de que o terror é indispensável à revolução. Além disso, ele atribui aos jacobinos o despotismo e os excessos da revolução. Mas quais são os excessos da revolução para o autor? Ele cita alguns: matou guerreiros fiéis de quem suspeitavam os carrascos; criou tribunais sem possibilidade julgamentos, 60 mortes por dia; assassinou velhos octogenários e meninas de 15 anos; forjou falsas acusações; e ao invés de punir os padres agitadores, aniquilou todos os padres. Para o autor, a república foi salva apesar do terror. Segundo Constant:
"proponho-me provar que o terror não foi necessário à salvação da república, que a república foi salva apesar do terror, que o terror criou a maior parte dos obstáculos aos quais se lhe atribui a derrubada , que aqueles que ele não criou teriam sido superados de uma maneira mais fácil e mais durável por um regime justo e legítimo; em uma palavra, que o terror só fez mal e que foi ele que legou à república atual todos os perigos que, hoje ainda, a ameaçam a todos.”
Lezay-Marnésia considera o terror como um meio de inflamar a revolução quando o fervor do povo esfria, seria a forma de colocar o governo do lado do povo, reprimindo a inquietação dos descontentes. Além disso, o terror servia para restabelecer a disciplina e a ordem internas por meio do medo generalizado da morte, era necessário um despotismo violento para ensinar novamente o povo a obedecer. Constant discorda dessa afirmação:
“O terror começou com sua derrota e se consolidou sobre seus túmulos. Vós procurareis em vão recuar-lhe a sua época. Desordens particulares, calamidades monstruosas, mas momentâneas e ilegais, não constituem o terror. Ele somente existe quando o crime é o sistema de governo e não quando é o inimigo, quando o governo o ordena e não quando o combate, quando organiza o furor dos celerados, não quando invoca a ajuda dos homens de bem”.
Além disso, Marnésia acreditava que o terror foi responsável por criar novos hábitos, um novo povo. Em contrapartida, Constant afirma que o terror foi justamente o responsável por relacionar a república com as práticas mais fúteis da monarquia. 

O que divergia entre os autores não era a defesa de república versus monarquia, pois os dois eram republicanos. O que os diferenciavam era as duas interpretações diferentes da Revolução Francesa. Para Lezay-Marnésia, a Revolução Francesa havia percorrido três fases que constituíam tempos históricos muito diferentes, e que a revolução já estava concluída após o 9 termidor. Enquanto para Constant, a revolução não havia chegado ao fim, muito menos seus resultados estavam garantidos. Dessa forma, para Constant, 1797 não difere qualitativamente de 1793. Para Lezay-Marnésia, o terror de 1793 não trazia consequências para 1797, pois ele pensava em tempos qualitativamente diferentes. Para Constant, justificar o terror de 1793 implica justificar o terror de 1797, por isso acusa  Lezay-Marnésia de extrair dos erros do passado axiomas:
“É bom sem dúvida jogar um véu sobre o passado: mas, se erros ou mesmo crimes podem ficar no passado, um sistema nele nunca pode ficar; axiomas não pertencem a nenhuma época, são sempre aplicáveis: existem no presente, ameaçam o futuro.”
Ou seja, o terror poderia ser usado em outras revoluções sobre o argumento de que era necessário para o desenvolvimento “pleno” do processo revolucionário.

## Da liberdade dos antigos comparada à dos modernos
Benjamin Constant (1767 – 1830), em um artigo intitulado “Da liberdade dos antigos comparada à dos modernos” de 1819, sustenta uma distinção entre à liberdade dos antigos e à liberdade dos modernos. Segundo ele, é útil fazer essa diferenciação levando em consideração que, na falta desta pode haver confusões. Cita como exemplo o caso de experiências negativas na França – mais especificamente, à revolução francesa. Para o autor, há fatores culturais, históricos e sociais determinantes para a distinção dos dois conceitos de liberdade em questão, e tais fatores envolvem, basicamente, extensão territorial, transição da guerra ao comércio e mudança de uma sociedade escravista para uma não-escravista.
Segundo Constant, a liberdade dos antigos “consistia em exercer coletiva, mas diretamente, várias partes da soberania inteira, em deliberar em praça pública sobre a guerra e a paz, em negociar com os estrangeiros tratados de aliança, em votar as leis, em pronunciar julgamentos, em examinar as contas, os atos, a gestão dos magistrados; em fazê-los comparecer diante de todo um povo, em acusá-los de delitos, em condená-los ou em absolvê-los. Ao mesmo tempo que consistia nisso o que os antigos chamavam liberdade, eles admitiam, como compatível com ela, a submissão completa do indivíduo à autoridade do todo. (...) Todas as ações privadas [aqui] estão sujeitas a severa vigilância.” (CONSTANT, 1819, p. 2-3). Desse modo, é evidente perceber que na liberdade dos antigos havia, em suma, uma soberania social plena no que se refere ao poder dos indivíduos tomarem diretamente decisões políticas, porém, ao mesmo tempo, não havia direitos individuais, mas apenas coletivos e por isso o indivíduo era sempre submetido ao todo (ordem social).
De modo contrário a esta, a liberdade dos modernos consiste no direito de cada um “dizer sua opinião, de escolher seu trabalho e de exercê-lo; de dispor de sua propriedade, até de abusar dela; de ir e vir, sem necessitar de permissão e sem ter que prestar conta de seus motivos ou de seus passos. (...) [no] direito de reunir-se a outros indivíduos, seja para discutir sobre seus interesses, seja para professar o culto que ele e seus associados preferirem, seja simplesmente para preencher seus dias e suas horas de maneira mais condizente com suas inclinações, com suas fantasias. Enfim, o direito, para cada um, de influir sobre a administração do governo, seja pela nomeação de todos ou de certos funcionários, seja por representações, petições, reivindicações, às quais a autoridade é mais ou menos obrigada a levar em consideração.” (CONSTANT, 1819, p. 2). Levando em consideração à definição do próprio autor, podemos dizer que aqui há um individualismo, que, evidentemente, valoriza as ações, direitos e promoções individuais, acima de tudo. No entanto, vale ressaltar que, a definição de liberdade aqui implica uma perda em relação à liberdade dos antigos, que seria: a perda da soberania de tomar decisões políticas diretas. Em suma, portanto, podemos afirmar que a diferença da liberdade dos antigos em relação à liberdade dos modernos consiste no fato de que a primeira é uma valorização do todo em relação ao individual, enquanto a segunda seria, ao contrário, uma extrema valorização dos direitos individuais, que implica necessariamente uma perda da possibilidade do indivíduo poder exercer a sua soberania política com efetividade diante do todo.
Alguns fatores foram determinantes para a transição do conceito de liberdade dos antigos para o conceito de liberdade dos modernos, um deles é a questão da extensão territorial. Na antiguidade as extensões territoriais das cidades eram pequenas quando comparadas às mesmas do estado moderno. Tal mudança (de pouca para muita extensão territorial) contribuiu diretamente para a mudança do conceito de liberdade dos antigos para o conceito de liberdade dos modernos. No mundo antigo as cidades tinham pouca extensão territorial e consequentemente a estrutura política possuía um peso direto na formação das próprias leis da cidade e na vigilância de sua aplicação, enquanto na modernidade, ao contrário, pelo fato das cidades terem bastante extensão territorial, as ações individuais isoladas serão preservadas. O estado já não possui a mesma importância nem relevância que tinha na antiguidade, os negócios, o comércio passa a ser mais relevante às grandes massas populacionais e, por conta disto, ações individuais isoladas passam a ser, senão inúteis, pouco impactantes para mudanças efetivas e significativas na sociedade.
Além disso, outro fator, que contribuiu diretamente para a transição do conceito de liberdade dos antigos para o conceito de liberdade dos modernos, diz respeito à mudança da guerra (antiguidade) ao comércio (modernidade). A transição quer dizer basicamente que há uma mudança generalista, relacionada principalmente ao espírito de cada época. Em outras palavras, na antiguidade a sociedade possuía um espírito bélico e na modernidade a sociedade desenvolverá um espírito voltado ao comércio. Embora saibamos que havia comércio na antiguidade e que há guerras na modernidade estes aspectos não dizem respeito ao espírito de cada época, mas às exceções de cada uma delas. O fato relevante a ser enfatizado refere-se ao espírito bélico da antiguidade, por determinar que os cidadãos tivessem, mais do que possibilidade, a necessidade de participar das decisões políticas da pólis – para que não sofressem ameaças de povos invasores. No mundo moderno, porém, ocorre o oposto. O espírito voltado ao comércio, ao exigir que o indivíduo esteja sempre ocupado, para poder lucrar constantemente e assim garantir sua sobrevivência, impede que este tenha a possibilidade de participar ativamente da política, por ser um grande esforço para este conciliar qualquer outra atividade com o comércio. Deste modo não há possibilidade que ele exerça com efetividade a vida política podendo eleger representantes que resolverão questões bélicas de modo diplomático para respeitar o comércio. Diante do exposto, podemos concluir que a transição da guerra ao comércio, ao mudar radicalmente o próprio modo do indivíduo lidar consigo mesmo, com o social e com o tempo que dispõe para suas atividades, contribuiu para a transição do conceito de liberdade na antiguidade para o conceito de liberdade na modernidade, já que implicou em mudanças individuais e sociais significativas em relação ao próprio modo de participar direta ou indiretamente das decisões políticas da cidade.
Por último, a transição de uma sociedade escravista (antiguidade) para uma não-escravista (modernidade). A mudança neste aspecto, diz respeito, a uma grande diferenciação no que diz respeito à relação do indivíduo consigo mesmo e com os outros, e em relação ao próprio tempo que ele dispõe para poder participar de atividades que vão além do mundo do trabalho, como por exemplo, à atividade política. O indivíduo moderno, ao ser totalmente individualista e valorizar isto como uma qualidade das mais importantes  – o que é essencialmente, sua liberdade –, perde o que era prezado pelos antigos como qualidade: o poder da participação política efetiva na cidade, no que tange aos considerados homens livres, cidadãos que se diferenciavam de outras classes – estrangeiros, mulheres e escravos. Na modernidade no entanto as relações de trabalho prezarão por uma dimensão igualitária respeitando os direitos individuais de cada trabalhador.

## Publicações

### Ensaios
- De la force du gouvernement actuel de la France et de la nécessité de s'y rallier (1796)
- Des réactions politiques (1797)
- Des effets de la Terreur (1797)
- Principes de politique (1806)
- Fragments d'un ouvrage abandonné sur la possibilité d'une constitution républicaine dans un grand pays (publicado em 1991 por Aubier, manuscrito provavelmente escrito entre 1795 e 1810)
- Benjamin Constant, "De l’esprit de conquête et de l’usurpation dans leur rapports avec la civilisation européenne", Hanovre, Londres et Paris, Hahn et H. Nicolle, 1814, OCLC 729678587, disponível em Gallica
- Réflexions sur les constitutions, la distribution des pouvoirs et les garanties dans une monarchie constitutionnelle (1814)
- De l'esprit de conquête et d'usurpation dans leurs rapports avec la civilisation actuelle (1815) (contra Napoleão Bonaparte)
- Principes de politique applicables à tous les gouvernements représentatifs (1815)
- Mémoires sur les Cent-Jours
- De la liberté de l'industrie (1818)
- Cours de politique constitutionnelle (1818–1820)
- « De la liberté des Anciens comparée à celle des Modernes » (famoso discurso proferido em 1819)
- Commentaire sur l'ouvrage de Filangieri (1822–1824)
- De la religion considérée dans sa source, ses formes et son développement (5 vols. 1824–1831) (sobre religião antiga)
- Appel aux Nations chrétiennes en faveur des Grecs. (1825)
- Mélanges de littérature et de politique (1829)
- Du polythéisme romain considéré dans ses rapports avec la philosophie grecque et la religion chrétienne (1833)
- Correspondance de Benjamin Constant et d'Anna Lindsay – L'Inconnue d'Adolphe, publiée par la baronne Constant de Rebecque. (Plon, 1933).

### Romances
- Dennis Wood, Isabelle de Charrière e Benjamin Constant. À propósito de uma descoberta recente. [Sur Les Lettres d'Arsillé fils, Sophie Durfé et autres, roman écrit par Benjamin Constant et Madame de Charrière.] In: Studies on Voltaire and the eighteenth century; 215. (Oxford, Voltaire Foundation, 1982).
- Adolphe (1816) – quotes

### Escritos autobiográficos
- Le Cahier rouge (1807), publicado postumamente (1907)
- Cécile (écrit vers 1809), publicado postumamente (1951)[5]

### Cartas
- Lettre à M. Odillon-Barrot, avocat en la Cour de cassation, sur l'affaire de Wilfrid Regnault, condamné à mort (1818 puis publié chez P. Plancher en 1819)
- Deuxième lettre à M. Odillon-Barrot, avocat en la Cour de cassation, sur l'affaire de Wilfrid Regnault, condamné à mort (1818 puis publié chez P. Plancher en 1819)
- De l'appel en calomnie de M. le marquis de Blosseville, contre Wilfrid-Regnault (1818 puis publié chez P. Plancher en 1819)
- Correspondance Isabelle de Charrière et Benjamin Constant (1787–1805), Éd. Jean-Daniel Candaux. Paris, Desjonquères, 1996
- Renée Weingarten, Germaine de Staël & Benjamin Constant. A dual Biography, Yale, 2008.
- Lettres à Madame Récamier (1807–1830), Edição crítica por  Ephraïm Harpaz, Paris, Librairie C. Klincksieck, 1977.

### Diário íntimo
- Journaux intimes, Édition de Jean-Marie Roulin, Éd. Gallimard, coleção folio classique n°6382, Paris, 2017. ISBN 978-2070792146